# Крешпу, Антониу Кандиду Гонсалвиш
Анто́ниу Ка́ндиду Гонса́лвиш Кре́шпу (порт. António Cândido Gonçalves Crespo; 11 марта 1846, Рио-де-Жанейро — 11 июня 1883, Лиссабон) — португальский поэт и переводчик, публицист, представитель течения парнасцев в португальской поэзии.

## Биография
Варианты произношения имени в Бразилии: Гонсалвис, Гонсалвиш или Гонсалвес, Гонсалвеш, в Португалии — Гонсалвеш. Родился в Рио-де-Жанейро в семье португальского купца Антонио Хосе Гонсалвеша Крешпу и Франциски Розы да Консейсау, в возрасте 10 лет переехал в Португалию.
В 1877 году окончил Коимбрский университет по специальности «правоведение», после чего поселился в Лиссабоне, где занялся журналистикой. Сотрудничал с рядом изданий, в том числе O Ocidente (1877—1915) и коимбрской газетой Folha, где редактором был Жоао Пенья — журналист и поэт, который был родоначальником поэтического направления парнасцев в Португалии. А. Крешпу также публиковался в журналах A Mulher (1879), Jornal do domingo (1881—1888), A Leitura (1894—1896), Branco e Negro (1896—1898) и Serões.
Как поэт А. Крешпу дебютировал сборником Miniaturas, опубликованным в 1870 году. Также занимался переводами, переводил на португальский стихи Генриха Гейне.
Среди других известных сочинений Крешпу: «Arabescos» (литературно-исторические этюды, Лиссабон, 1880), «Cartas a Luiza» (1886; педагогические сочинения) и стихотворения: «Uma primavera de mulher» (1872).
В 1874 году, ещё будучи студентом, А. Крешпу женился на писательнице Марии Ваш де Карвалью; благодаря жене и её кругу друзей вошёл в круг интеллектуалов Лиссабона, где вскоре приобрёл известность как поэт и публицист. Под влиянием парнасской школы отказался от романтической эстетики, проявив незаурядный поэтический дар. Его сборник Nocturnos неоднократно переиздавался (1882, 1888, 1897, 1923, 1942). В сотрудничестве с женой А. Крешпу опубликовал книгу «Сказки для наших детей» (порт. Contos para os Nossos Filhos, 1886).
В 1879 году А. Крешпу был избран в Кортесы по округу Португальская Индия. Умер от туберкулёза в 1883 году, в возрасте 37 лет.

## Публикации
- Miniaturas (1870)
- Nocturnos (1882)
- Contos para os Nossos Filhos (1886, в соавторстве с Марией Ваш де Карвалью)
- Obras Completas (1887)